# Zalalövő
Zalalövő (az ókorban latinul Aelium Salla) város Zala vármegye északnyugati részén, a Zalai-dombságban, a Zala folyó ősi átkelési helyén. A település a Zalaegerszegi járásban, két tájegység: a Göcsej és az Őrség határán fekszik. Turistaforgalma jelentős.

## Földrajza
Zalalövőt délről és keletről a Göcsej, északról és nyugatról az Őrség dombjai övezik, amelyek nem emelkednek 300 méteres tengerszint feletti magasság fölé.
A város szerkezete kettős: halmaz- és szeres településrészekből áll. Központja a Zalától északra fekvő mag, amelyhez szervesen csatlakozik nyugatról a zalamindszenti, keletről a zalapatakai településrész; utóbbitól keletre helyezkedik el Budafa, amely régebben önálló község volt. A Zala déli partján lévő Pörgölin városrészből dél felé haladva érhető el még három településrész: Nagyfernekág, majd Irsapuszta, végül Szűcsmajor. Nagyfernekágtól keletre fekszik a gyér lakosságú, érintetlen Kisfernekág, mely csak földúton közelíthető meg. Ezek a városrészek már szeres elrendezésűek, azaz dombtetőre épült, apró képződmények. A göcseji erdőségben rejtőzik még több, mára lakatlanná vált településrész (Nagyhegy, Bárómajor, Kövespartimajor).
A város és környékének altalaja túlnyomórészt kavicsos, rajta agyagos homokréteggel, melyet sárgás agyag fed. A legfelső, vékony réteg barna erdőtalaj, amely csekély humusztartalma miatt rossz termőképességű.

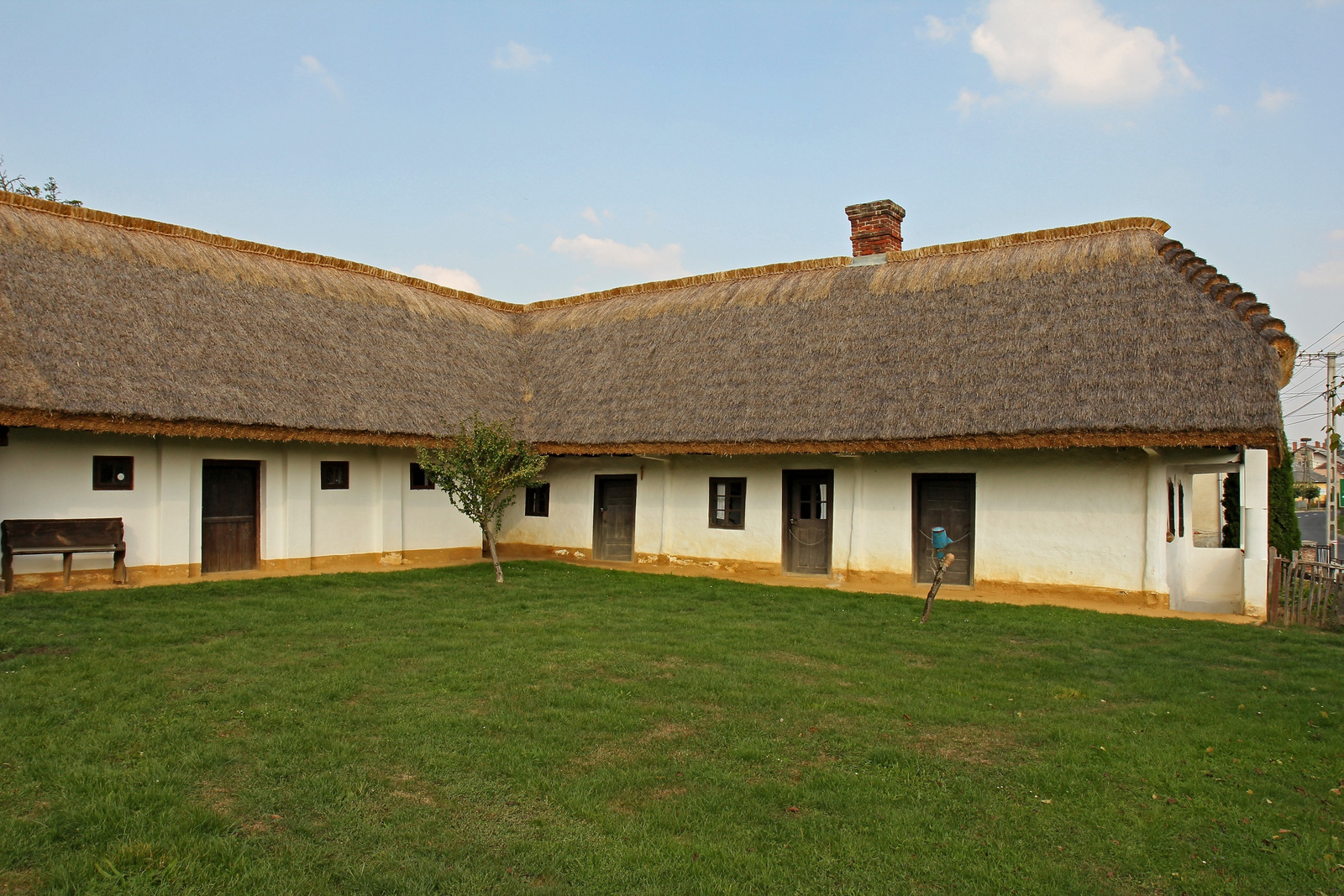
Műemlék jellegű, látogatható népi lakóház

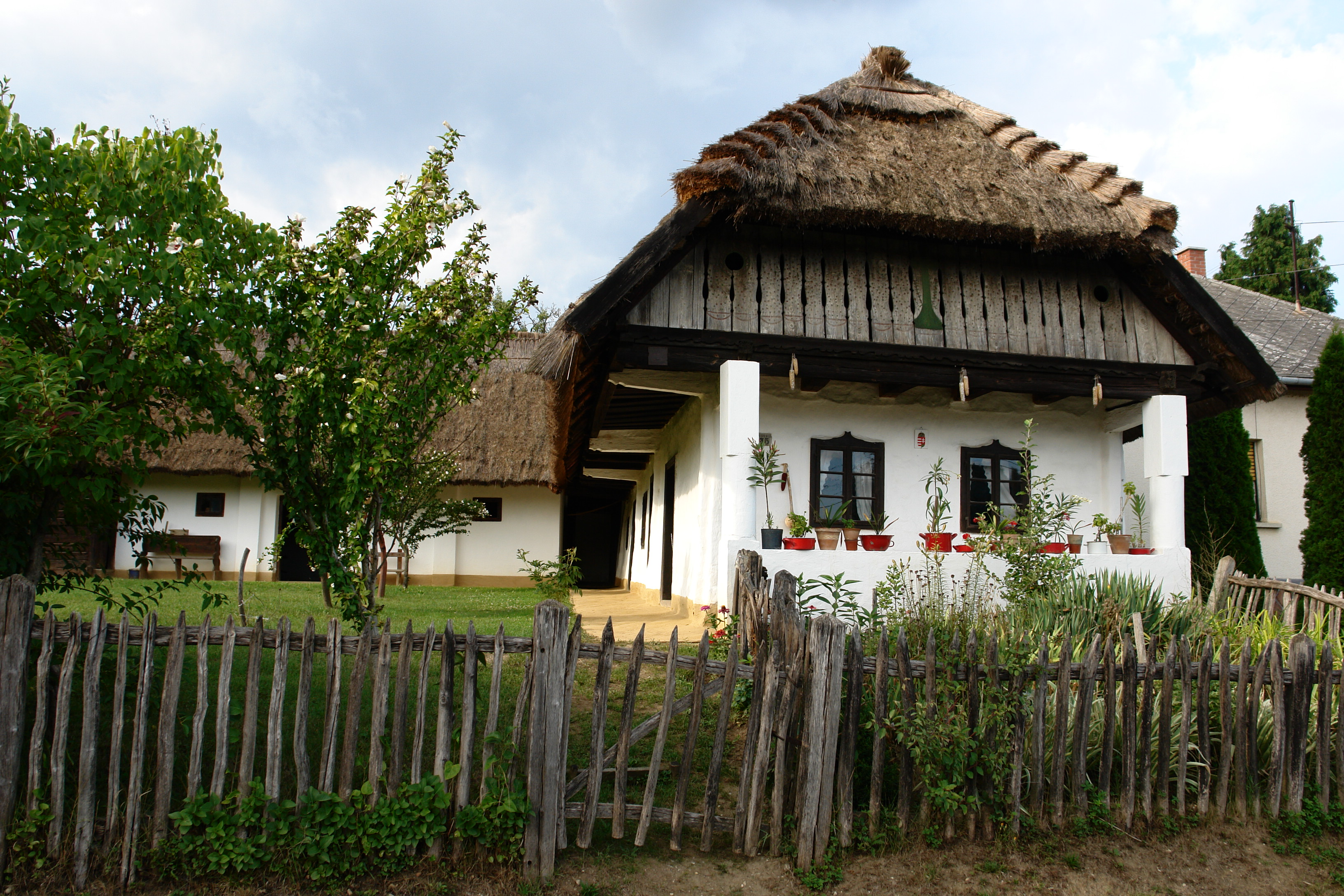
Műemlék jellegű lakóház

A terület (miként az egész Őrség és Göcsej) éghajlatára az Alpok és az Atlanti-óceán együttes hatása jellemző. Ennek köszönhetően a nyarak aránylag hűvösek, a telek enyhék, a hőingadozás kicsi. A város és környéke országos viszonylatban jelentős mennyiségű (800–1200 mm) csapadékot kap, főleg nyáron. Ősszel és télen a megerősödő mediterrán hatás növeli a csapadékhajlamot. Emiatt ezen a vidéken sok kisebb-nagyobb vízfolyás alakult ki, melyek mind a Zala vízgyűjtőjéhez tartoznak. A vízzáró agyagrétegen a folyók vize és a csapadékvíz nem tud áttörni, ezért a völgyekben nagy árterek alakultak ki. Régebben a Zala mente a tavaszi hóolvadáskor és őszi esőzésekkor fokozottan árvízveszélyes terület volt, ám 1960-ban a folyó szabályozásával, a vízzáró agyagréteg több helyen történő átvágásával ezt a veszélyt sikerült elhárítani. A város határában, a Zalába folyó Szőce-patakon 1985–86-ban tározót létesítettek. Az észak–déli irányban 1600 méter hosszan elnyúló, de csupán 120 méter széles mesterséges tavat manapság Borostyán-tónak nevezik.

## Története

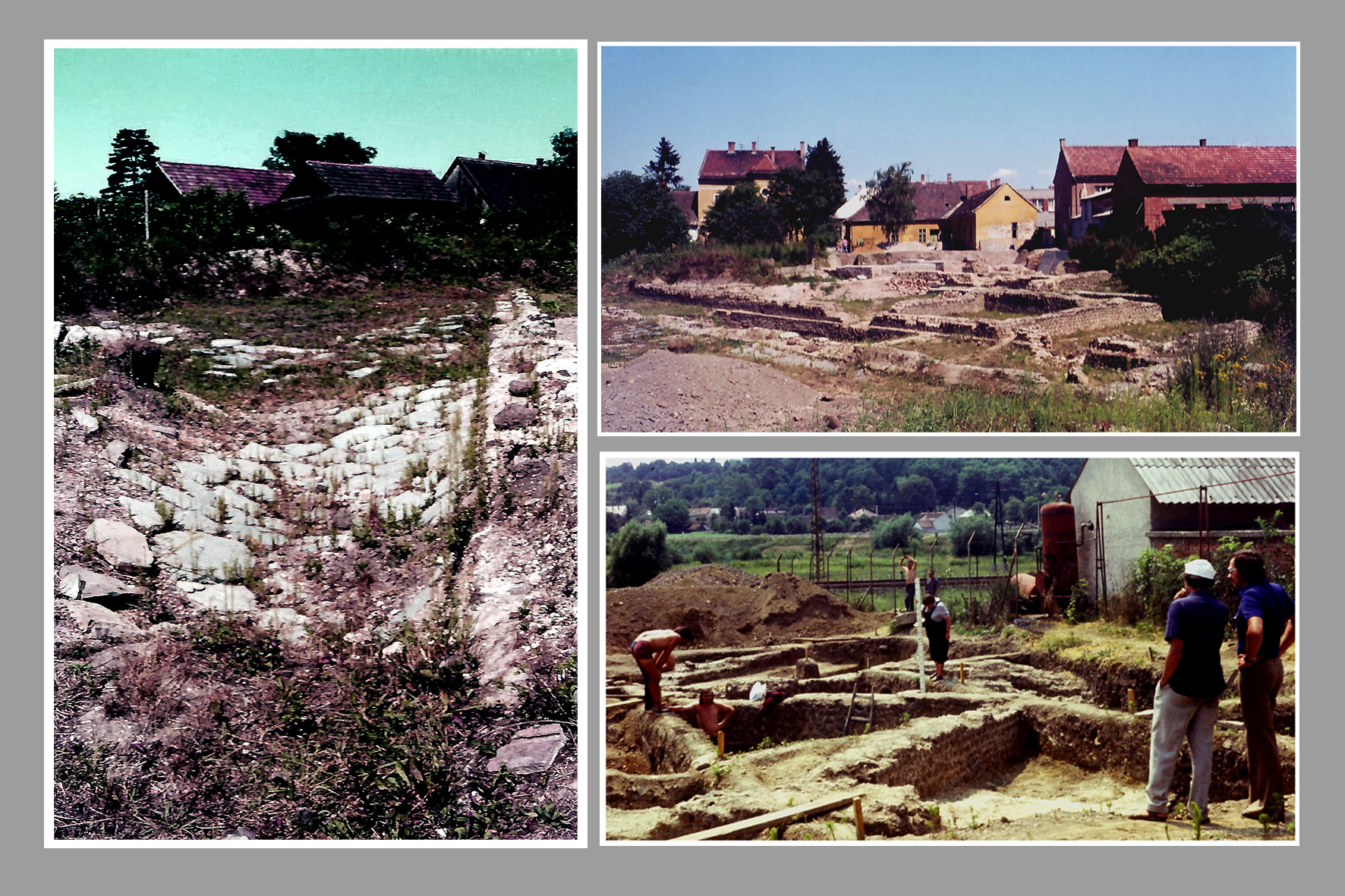
Salla régészeti feltárása (f.: kt)

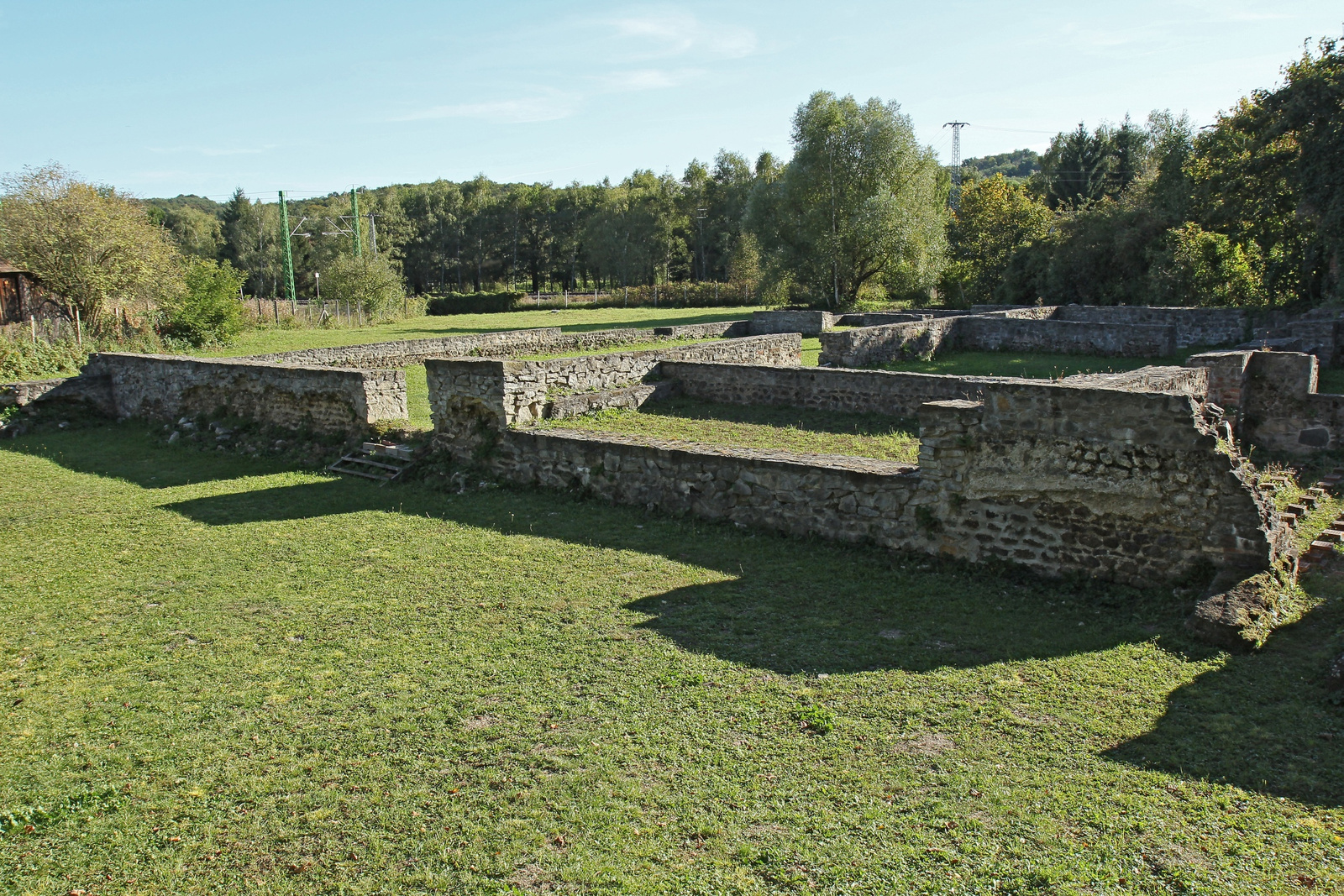
Villa Publica maradványai Salla területén

### Az ókor
A kelta időkből származó leletek egy településkezdeményt mutatnak, ám nincs bizonyíték arra, hogy állandó település létesült volna itt. Ugyanakkor a római kori régészeti területen végzett ásatásokon előkerült leletek a rómaiakat megelőző őslakosságra utalnak.
A rómaiak idejében Zalalövő hamar fontos településsé alakult az itt húzódó borostyánút és a Zala folyó mentén futó zalavölgyi út kereszteződésében. A megjelenő római légiók az 1. század elején létesítettek tábort a Zala folyó északi partján, amely mellett falusias település alakult ki. 124-ben Hadrianus császár városi rangot adományozott a településnek, melynek neve Aelium Salla municipium lett. Ezzel gyors fejlődés kezdődött a településen, amelyet a megjelenő kőépületek is bizonyítanak. A 2. század közepén, azonban a betörő germán törzsek felszámolták a települést.
A 4. században rövid időre ismét életre kapott Salla, új kőépületeket építettek, köztük egy vendégházat, ám az 5. században a római légiók kivonulását követően ismét elnéptelenedett. A korábban nagy jelentőséggel bíró település helyén komolyabb emberi alkotás egy jó ideig nem jelent meg. A római kori településnyomok régészeti feltárására az 1980-90-es években került sor. A leletek jelentős része a zalaegerszegi Göcseji Múzeum reprezentatív kiállításán tanulmányozható.

### A középkor
Egy középkori, 13. századi oklevél szerint királyi nyilasok – nyíllövők – laktak itt. Valószínűleg innen a település Lövő neve. Zalalövő tulajdonosai a csébi Pogány család tagjai voltak, akiknek törzsbirtokai Csében és Salomváron feküdtek. A zalalövői falut a testvérek, Pogány Dénes és Pogány Imre, 1470-ben kapták az uralkodótól és kezdetben közösen birtokolták. 1493-ban csébi Pogány Péter, György és Zsigmond fivérek kúriával rendelkeztek a településen. Később, 1562-ben, csébi Pogány János lánya csébi Pogány Sára, polyanai Brodarics Mátyás máramarosi sókamaraispán özvegye, osztályos egyezséget kötött unokatestvére gyerekeivel csébi Pogány Boldizsárral és Jánossal, amelyben az asszony megszerezte a lövői, csébi és gyerkefalvi birtokokat. Csébi Pogány Sárának a két lánya, Brodarics Katalin és Brodarics Klára, osztopáni Perneszy András és osztopáni Perneszy Farkas házastársai lesznek egyaránt.
A török időkben a környék településeiről elmenekülők elsősorban az ekkor mezővárosi jogokkal bíró Zalalövőre menekültek, amelyet nem túl jelentős palánkvár védett. "Ezt pedig nemcsak saját használatomra és kényelmemre, hanem nem kevésbé a szent császári és királyi felségnek, rendkívül kegyelmes uramnak, védelmére és megőrzésére is készítettem". Ezekkel a szavakkal határozta meg Perneszy András 1576-ban lövői vára építésének célját Ernő főherceghez írt levelében. Perneszy András volt, aki feleségével, polyanai Brodarics Katalinnal a faluban lévő nemesi kúriába költözött. Kiderült, hogy Szigetvár elvesztése után ő épített „castellumot" a településen, amelyről csak annyi állítható egészen bizonyosan, hogy 1576 előtt már készen állt. 1566-ban Szigetvár fontos végvárának oszmán kézre kerülése után ismét szükségessé vált egy új védelmi övezet kialakítása, amelyet a mai Nagykanizsa, az egykori Kanizsa központtal szervezett meg a bécsi Udvari Haditanács. Ebben az esetben mintegy természetes akadályokat használták fel a korabeli Zala vármegye mocsarait és folyóvizeit. Megerődítették a Kanizsától északi és déli irányban húzódó Kanizsa-patak völgyét, valamint a Zala folyó partjának néhány fontosabb átkelőhelyét. A zalalövői véghely várat a tehetős köznemes osztopáni Perneszy András 1566 és 1576 között építtette, és ő lett az első főkapitánya. Egy évszázaddal később, 1687-ben, a kis várban 35 lovas 1 tizedes vezetésével valamint egy gyalogos vajda alatt 3 tizedes vezetésével 35 királyi hajdú szolgált. Akkor már a főkapitány zalalövői Csapody családból való zalalövői Csapody István (†1703) volt, aki osztopáni Perneszy Zsófia (fl. 1651–1702) neje révén a földbirtokot, a várat valamint a főkapitányi címet örökölte. Csapody István volt az utolsó zalalövői véghely főkapitány. Halála után, a már romos vár elhagyottá, lakatlanná vált.

### Az újkor

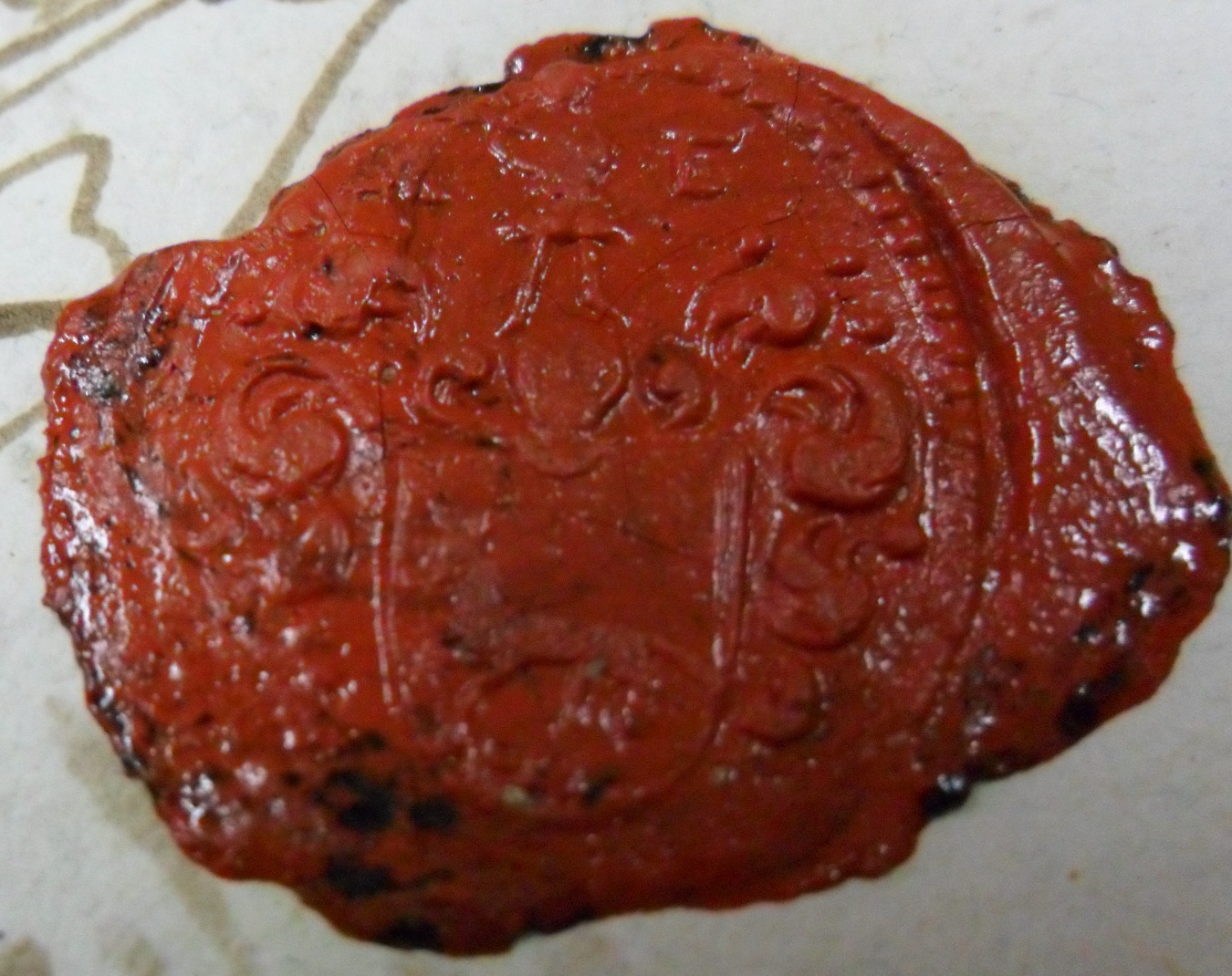
Boldogfai Farkas András (1740–1782), zalalövői főszolgabírónak a címeres viaszpecsétje

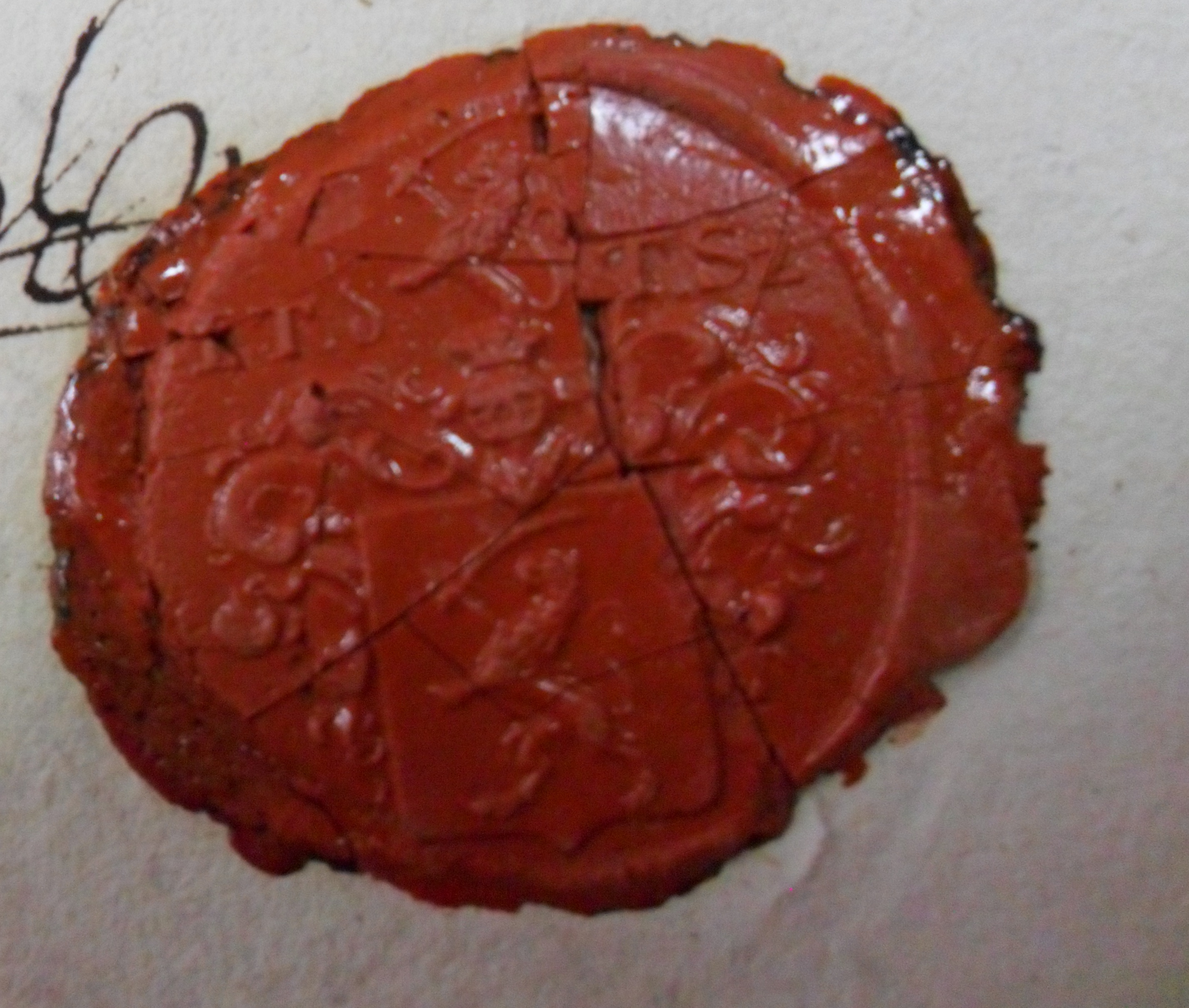
Tubolyszegi Tuboly László (1756–1828) táblabíró, zalalövői alszolgabíró, földbirtokosnak a címeres viaszpecsétje.

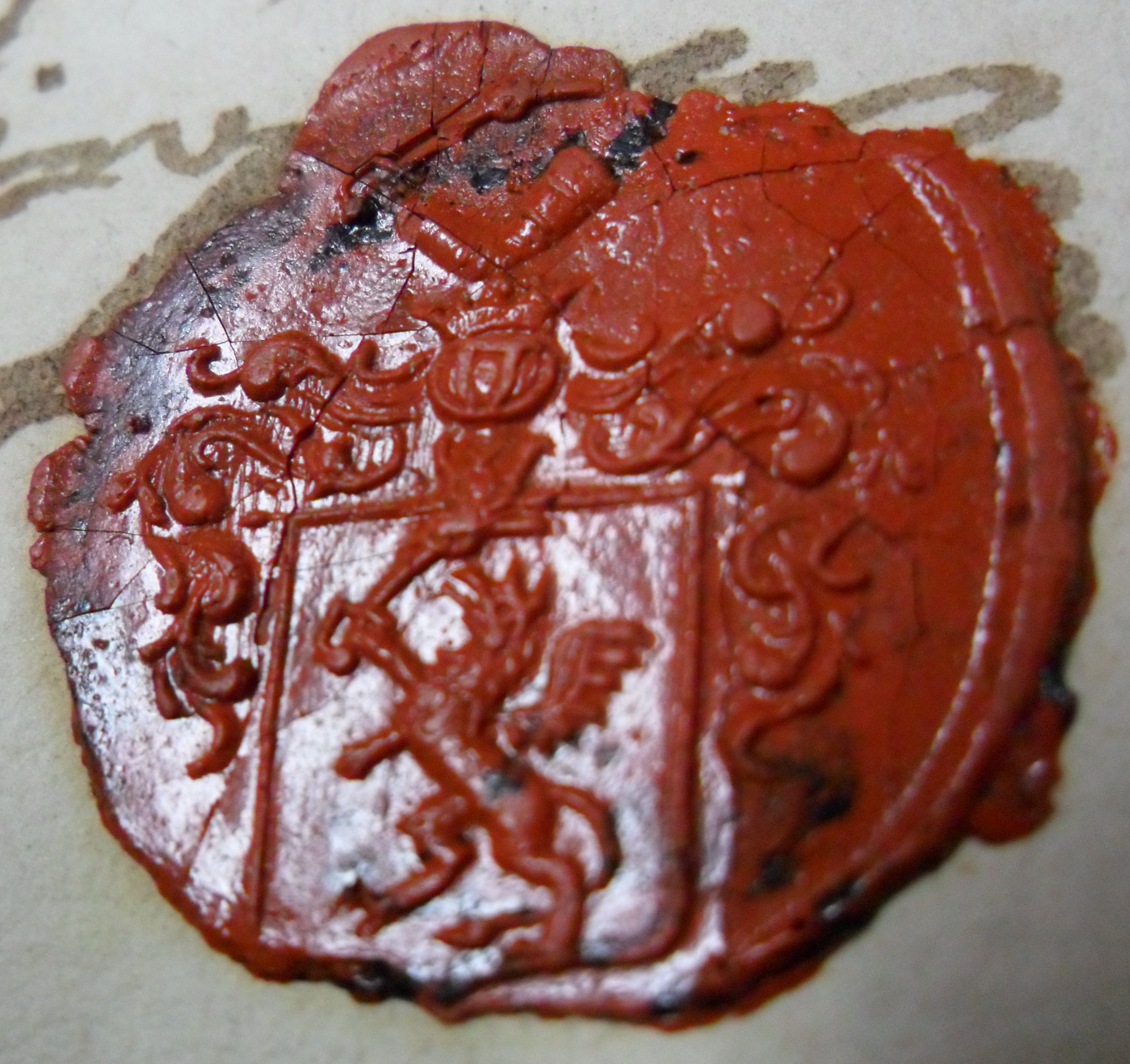
Nemesnépi Marton György (1767–1843) táblabíró, zalalövői alszolgabíró, földbirtokosnak a címeres viaszpecsétje (kelt: 1800. október 25.)

Mária Terézia magyar királynő korában, a település legtehetősebb földbirtokosai boldogfai Farkas András (1740–1782) zalalövői főszolgabíró, zalalövői Csapody Borbála (1731–1794), aki először forintosházi Forintos János (1727–1771), zalai főjegyző, majd Bajáky Boldizsár (1728–1794) férje volt, pallini Inkey Boldizsár, lovászi Jagasics András (1728–1786), balásfalvi Orosz Pál, és miskei és monostori Thassy László örökösei voltak. Csapody Borbála nagyszülei, zalalövői Csapody István (†1703), a utolsó lövői véghely főkapitánya, és osztopáni Perneszy Zsófia (fl. 1651–1702) voltak. Tőlük örökölte a lövői birtokrészét. Boldogfai Farkas András anyai nagyanyja barkóczi Rosty Lászlóné zalalövői Csapody Mária révén lett földbirtokos a településen, mivel dédapja zalalövői Csapody István főkapitány volt. Az elhunyt Thassy László anyai dédapja, vizeki Tallián Ádám volt, akinek az édesanyja vizeki Tallián Gergelyné osztopáni Perneszy Julianna, zalalövői Csapody Istvánné nővére.
1777-ben létrehozták a zalalövői járást, és az első főszolgabírája, boldogfai Farkas András (1740–1782) lett; mellette, a majdani sógora, tubolyszeghi Tuboly László (1756–1828), alszolgabíróként tevékenykedett. 1780-ban Zalalövő járási székhellyé vált, ám ezt a kiváltságát 1848 után elvesztette, Zalaegerszeg fennhatósága alá kerül a környék. A kiegyezést követően komoly fejlődés volt tapasztalható a településen, melynek egyik fontos lépése a Körmend és Muraszombat közötti vasútvonal megépítése volt 1906-ban.

### A 20. század
Az első világháborút követő időszak további fejlődést hozott a településnek, melyhez 1925-ben hozzácsatolták Zalamindszent és Zalapataka községeket. 1927-ben új plébániatemplomot, 1929-ben új állami elemi iskolát, 1937-ben mozit kapott.
A második világháború kétszáz főnyi polgári áldozata elsősorban Zalalövő 112 fős zsidó lakosságából tevődött ki, akiket koncentrációs táborba vittek. A környék náci megszállás alól való felszabadítására végül 1945. március 29-én került sor.
A háborút követően Zalalövő egy jó darabig semmilyen fejlődést nem mutatott, egészen a jelenlegi Zala-híd 1968-as megépítéséig. A település várossá fejlesztési (általános rendezési és fejlesztési) tervét a ZALATERV keretében Kiss Tamás és Szigeti László építészek 1972-74-ben készítették el, amelynek alapján megindult a település városiasodása. Ezzel lényegében egy időben került műemléki védelem alá a római kori településrész, Oppidum aelium Salla. Régészeti feltárásának leleteit 1977-ben a zalaegerszegi Göcsej Múzeum kiemelt részlegében helyezték el. Bővítették az általános iskolát, majd 1985–1986-ban kialakították a település határában a Borostyán-tavat. 1981-ben csatolták Zalalövőhöz az addig önálló Budafa községet.
A rendszerváltás után Zalalövő gazdasága visszaesett, nagyarányú munkanélküliség jellemezte a települést egészen a Zalalövőt Őrihodos-sal összekötő vasútvonal építésének 1999-es kezdetéig. 2000. július 1-jével Göncz Árpád köztársasági elnök városi címet adományozott Zalalövőnek, majd az év decemberében megindult a közlekedés a régi-új vasútvonalon. Azóta a település nagy ívű fejlődésbe kezdett.

### A zalalövői véghely vár főkapitányai
- Perneszy András, osztopáni (1576 és 1591 között)
- Perneszy János, osztopáni (1591 és 1606 között)
- Perneszy Ferenc, osztopáni (1639 és 1651 között)
- Perneszy István, osztopáni (1651 és 1671 között)
- Perneszy János, osztopáni (1671 és 1674 között)
- Perneszy Ferenc, osztopáni (1675 és 1683 között)
- Csapody István, zalalövői (1684 és 1703 között)

### A zalalövői járás főszolgabírái
- Farkas András, boldogfai (1777. szeptember 9.–1781. szeptember 24.)
- Marton György, nemesnépi (1781. szeptember 24. – 1786. június 14.)
- Soós György (1786. június 14. – 1798. június 19.)
- Domján József, domjánszegi (1798. június 19. – 1819. június 5.)
- Bertalan Pál, szenttamási (1819. június 5. – 1843. január 21. )
- betöltetlen (1843. január 21. – 1844. június 10.)
- Molnár János (1844. június 10. – 1847. június 14.)
- Gyika Jenő (1847. június 14. – 1848. november 1.)
- Babos József, babosdöbrétei (1848. november 1. – 1849. október 31.)

### A zalalövői járás alszolgabírái
- Tuboly László, tubolyszehi (1777. szeptember 9. — 1781. szeptember 21.)
- Farkas László, boldogfai (1781. szeptember 24. – 1786. június 14.)
- Horváth Antal (1781. szeptember 24. – 1786. június 14.)
- Deák Ferenc, kehidai (1790. április 7. – 1795. május 4.)
- Doszpoth Pál (1790. április 7. — 1795. május 4.)
- Molnár Antal (1795. május 4. — 1798. június 19.)
- Domján József, domjánszegi (1795. május 4. – 1803. augusztus 22.)
- Marton György, nemesnépi (1798. június 19. – 1815. november 8.)
- Augusztits István (1803. augusztus 22. — 1810. május 7.)
- Bertalan Pál, szenttamási (1810. május 7. — 1819. július 5.)
- Simon Gábor (1815. november 8. — 1819. január 19.)
- Domján Imre, domjánszegi (1819. július 5. — 1825. június 6.)
- Horváth Farkas, pósfai (1825. június 6. – 1833. október 15.)
- Marton József, nemesnépi (1832. január 19. – 1837. szeptember 25.)
- Szente Mihály, kálócfai (1833.  október 15. – 1839. január 17.)
- Simon Pál (1837. szeptember 25. – 1844. június 10.)
- Szente Lajos, kálócfai (1839. március 1. – 1844. június 10.)
- Ágoston József (1844. június 10. – 1849. október 31.)
- Simon János (1844. június 10. – 1849. október 31.)

## Közlekedés

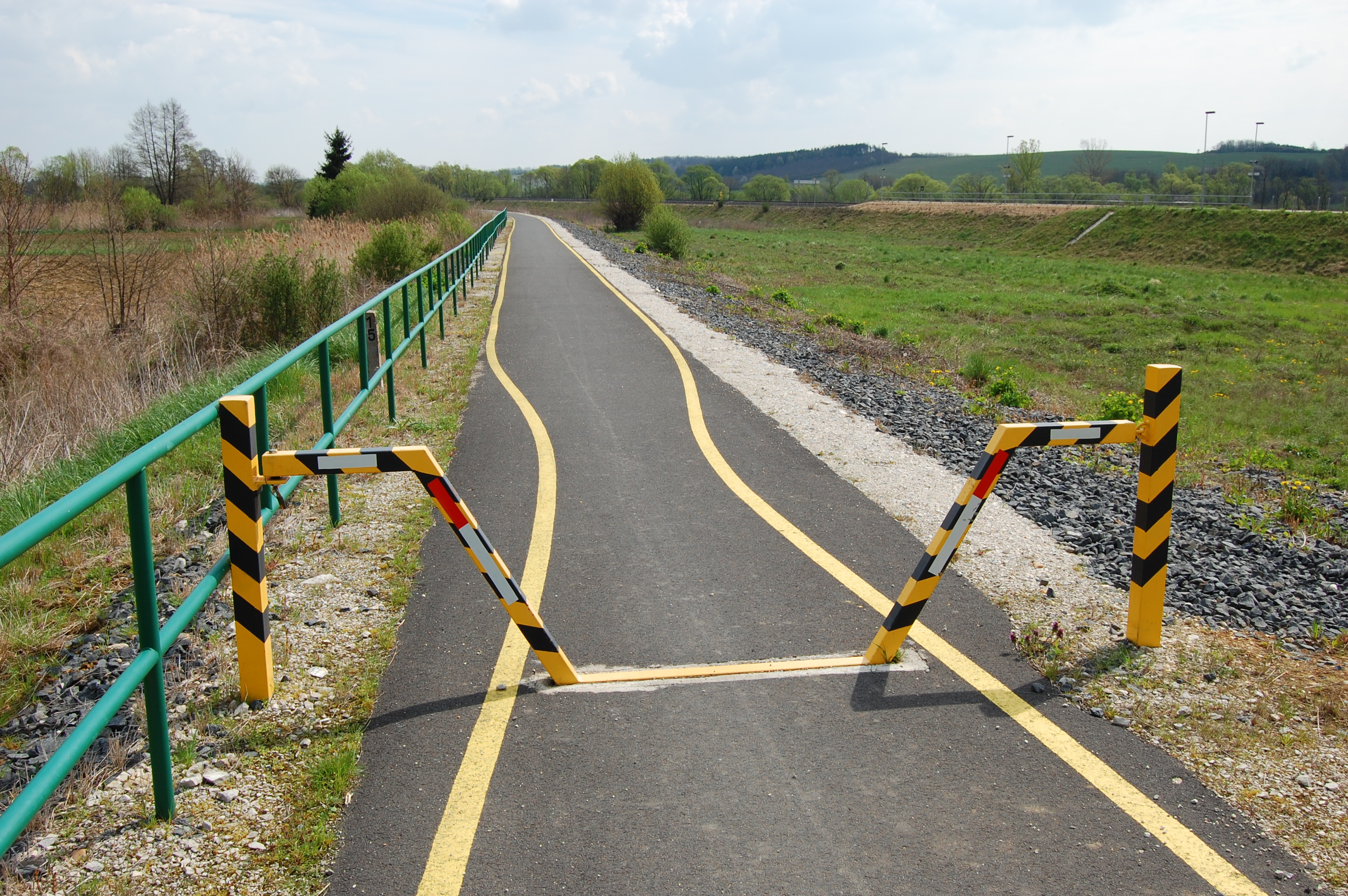
A Zala-völgyi kerékpárút zalalövői kezdete

### Vasút
Zalalövő vasútállomása mára vasúti csomóponttá vált, amit az egyszer már felszedett, majd nagyjából a régi nyomvonalán újra megépített, és 2000. december 17-én átadott Zalalövő és Őrihodos (Szlovénia) közötti vasútvonal megépültének köszönhet, amely azóta része az egyetlen Magyarország és Szlovénia között közvetlen kapcsolatot teremtő nemzetközi vasútvonalnak. A vonalon elővárosi szerelvények közlekednek Zalaegerszeg felől, illetve egyesek tovább közlekednek Őriszentpéterig, vagy egészen Őrihodosig. A város modern vasútállomását napi egy nemzetközi InterCity járat is érinti, amely Ljubljana felől érkezve halad. Budapestig. Zalalövőnél csatlakozik a jelenleg szünetelő forgalmú Körmend–Zalalövő-vasútvonal a fővonalhoz.

### Közút

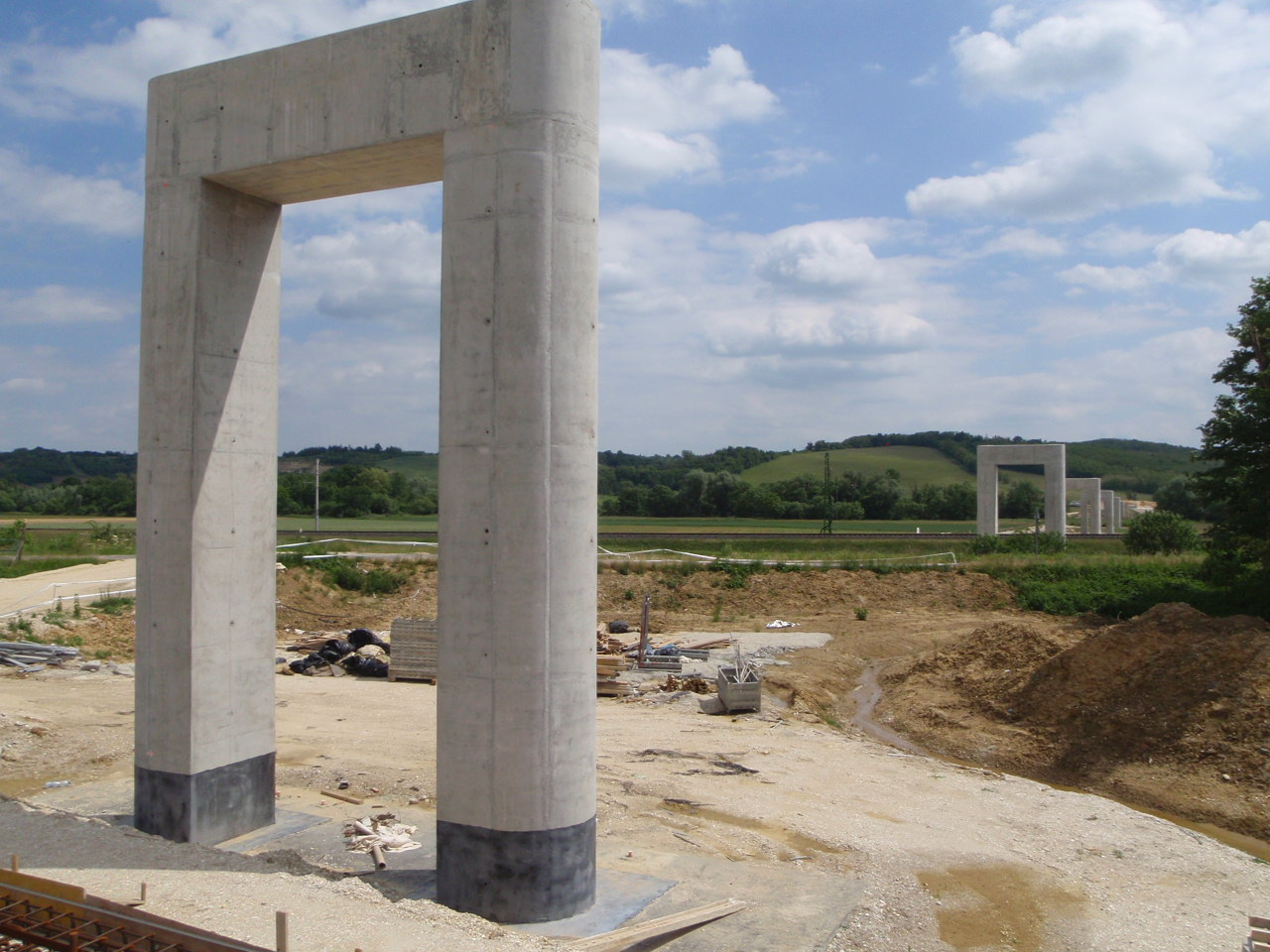
Az épülő Zalalövői völgyhíd

A várost észak–déli irányban átszelte (központját ma már elkerüli) a Rédics és Mosonmagyaróvár között húzódó 86-os főút (E65-ös európai útvonal), amely elsősorban nemzetközi jelentőséggel bír, mivel itt halad a költséges Ausztriát elkerülő Adria és Észak-Európa között bonyolódó elsősorban horvát, szlovén, szlovák, lengyel és cseh áru- és személyforgalom. A településen kelet–nyugati irányban a 7411-es számú út halad végig, amely Zalaegerszeg nyugati agglomerációját köti össze Őriszentpéterrel, és a 86-osnál jóval mérsékeltebb forgalmat bonyolít. Zalalövő a fent említetteken felül csak egy Keménfa felé haladó mellékúttal rendelkezik. 2016-ra készült el a 86-os főút Zalalövőt délről és keletről elkerülő új nyomvonala, amelynek legnagyobb műtárgya a Zalalövői völgyhíd. A főút korábbi, városon átvezető szakasza azóta 7429-es útszámmal számozódik.
A térségben nem Zalalövő, hanem Zalaegerszeg jelenti az autóbuszos közlekedés központját, ennek következtében a környező településekről leginkább csak átszállással érhető el, az amúgy Zalaegerszegről sűrű járatokkal ellátott város.

## Közélete

### Polgármesterei
- 1990–1994: Kozma János Károly (SZDSZ)[11]
- 1994–1998: Kozma János Károly (SZDSZ)[12]
- 1998–2002: Kozma János Károly (független)[13]
- 2002–2006: Kozma János Károly (független)[14]
- 2006–2009: Kozma János Károly (független)[15]
- 2009–2010: Vertetics László (független)[16]
- 2010–2013: Vertetics László (független)[17]
- 2013–2014: Pintér Antal (független)[18]
- 2014–2019: Pintér Antal (független)[19]
- 2019–2024: Gyarmati Antal (független)[20]
- 2024– : Gyarmati Antal (független)[1]

A településen 2009. november 22-én időközi polgármester-választást tartottak, az előző polgármester halála miatt.
A következő önkormányzati ciklus hasonló időszakában, majdnem pontosan négy évvel később – 2013. október 20-án – újból időközi polgármester-választást kellett tartani Zalalövőn, ezúttal az addigi polgármester lemondása okán.

## Nevezetességek

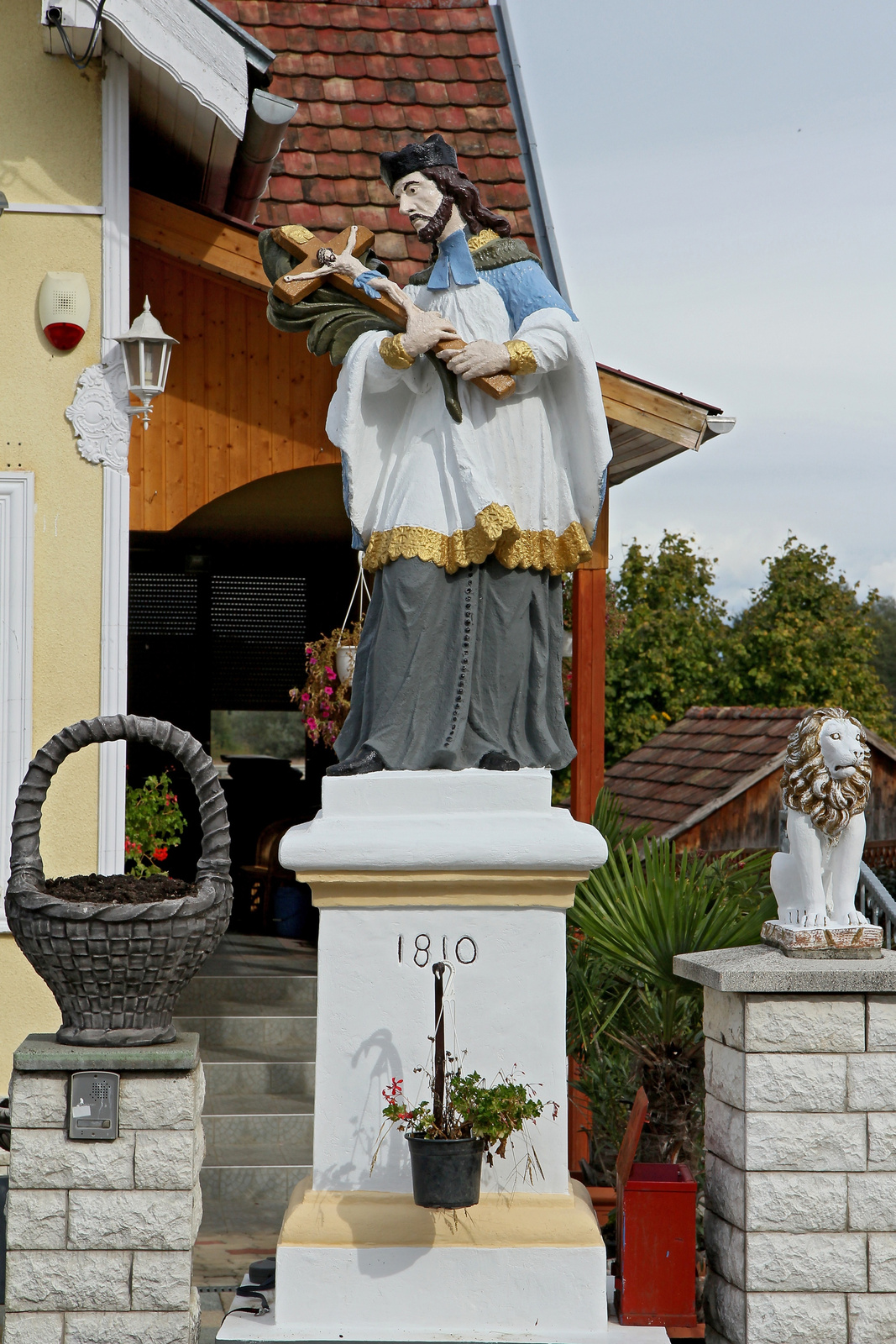
Nepomuki Szent János szobra

- Aelium Salla régészeti lelőhely és kiállítás
- Tájház – Petőfi u. 20.[23]
- Szent László templom (neogótikus) – Szabadság tér 5.[24]
- Mindenszentek-templom (középkori) – Petőfi u. 100.
- Szent Anna-templom (1747–1749) – Kossuth u. 62.
- A Borostyán-tó egy 35 hektár vízfelületű, tiszta vizű tó. Fürdésre tökéletesen alkalmas és csónakázni is lehet rajta. Nevét az egykori borostyánútról kapta.[25]
- Borosán-völgy (szentkút)
- I. világháborús hősi emlékmű a Mindenszentek templom előtt (alkotó: Pataky Andor)[26]
- A második világháború helybéli áldozatainak emlékműve. Szabolcs Péter szobrászművész alkotását 1989. augusztus 6-án avatták fel.[27]
- A települést érinti a Szent Márton európai kulturális útvonal

## Környezet
Zalalövő környéke – leginkább dél felől – sűrű, elsősorban bükkös, több helyen fenyves erdősségekkel borított. Ezen, a sok helyen érintetlen területen több védett, ritka növény- és állatfaj megtalálható (mint erdei ciklámen, tavaszi tőzike, kockás liliom, agárkosbor, szibériai nőszirom, közönséges kígyónyelv, kakasmandikó, európai zergeboglár).
A településen áthaladó 86-os számú úton halad nagy és folyamatosan növekvő forgalom komoly légszennyezettséget és zajártalmakat okoz a település központi, viszonylag kis területű részén, amely probléma megoldására jelenleg még nem sikerült kivitelezhető tervet elfogadni.

## Népesség
A település népességének változása:
| Lakosok száma | 3058 | 3029 | 3027 | 2829 | 2694 | 2736 | 2727 |
|               | 2013 | 2014 | 2015 | 2021 | 2022 | 2023 | 2024 |

A 2011-es népszámlálás idején a nemzetiségi megoszlás a következő volt: magyar 96%, cigány 1,88%, német 1,38%. 71,3% római katolikusnak, 3,2% reformátusnak, 1% evangélikusnak, 5,79% felekezeten kívülinek vallotta magát (18,36% nem nyilatkozott).
2022-ben a lakosság 91,7%-a vallotta magát magyarnak, 1,7% cigánynak, 1,6% németnek, 0,1% horvátnak, 0,1% szlovénnek, 0,1% lengyelnek, 2,3% egyéb, nem hazai nemzetiségűnek (7,8% nem nyilatkozott; a kettős identitások miatt a végösszeg nagyobb lehet 100%-nál). Vallásuk szerint 57,8% volt római katolikus, 3,2% református, 1,3% evangélikus, 0,2% görög katolikus, 0,7% egyéb keresztény, 0,9% egyéb katolikus, 5,1% felekezeten kívüli (30,7% nem válaszolt).

## Testvérvárosok
- Bruck an der Mur, Ausztria
- Kibéd, Románia
- Farra d’Isonzo, Olaszország
- Lövő, Magyarország

## Nevezetes személyek
- Itt született miskei és monostori dr. Thassy Gábor (1871−1950) Zala vármegye tiszti főorvosa, egészségügyi tanácsos. Az 1919-es Tanácsköztársaság ellen szervezett "alsólendvai ellenforradalom" egyik tagja.
- Itt született 1910. március 12-én Dr. Lékai László bíboros, prímás, esztergomi érsek.
- Itt született 1924. január 19-én Cseresnyés Rózsa színésznő.
- Itt szolgált plébánosként 2007-2021-ig Horváth István Sándor katolikus pap, egyházi író.
- Itt született Szabó István bűvész, a Figaro Bűvészbolt alapítója.